# Turó de l'Avenc
El Turó de l'Avenc és una muntanya de 133 metres que es troba al municipi de Cunit, a la comarca del Baix Penedès.
|localitzacio = Cunit (Baix Penedès)